# Kabinett La Marmora II
Das Kabinett La Marmora II regierte das Königreich Italien vom 28. September 1864 bis zum 31. Dezember 1865. Es folgte dem Kabinett Minghetti I. Die Regierung von Ministerpräsident Alfonso La Marmora stützte sich im Parlament im Wesentlichen auf die sogenannte „historische Rechte“.
La Marmora saß 1859/60 im Königreich Sardinien-Piemont dem Kabinett La Marmora I vor. Da der italienische Nationalstaat 1861 aus Sardinien-Piemont unter Beibehaltung des Albertinischen Statuts und des Wahlgesetzes hervorging, wurde die Zählung der Kabinette und Legislaturperioden nicht unterbrochen.
Das Kabinett La Marmora II war das sechste Kabinett des Königreiches und das Letzte der VIII. Legislaturperiode. Es war 1 Jahr, 3 Monate und 6 Tage im Amt. La Marmora reichte nach der Parlamentswahl 1865 seinen Rücktritt ein, da das neue Parlament einer vom Finanzminister angestrebten Neuvergabe des Schatzamtdienstes an die Banca Sella die Zustimmung verweigerte. König Viktor Emanuel II. beauftragte ihn daraufhin mit der Bildung einer neuen Regierung, aus der das Kabinett La Marmora III hervorging.

## Minister

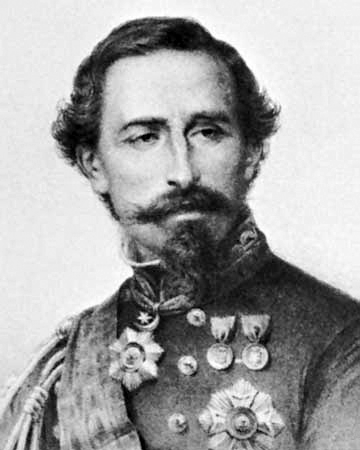
Alfonso La Marmora

| Ministerien                          | Name |
| ------------------------------------ | --- |
| Ministerpräsident                    | Alfonso La Marmora |
| Äußeres                              | Alfonso la Marmora |
| Inneres                              | Giovanni Lanza (bis 31. August 1865) Giuseppe Natoli (bis 14. Dezember 1865) Desiderato Chiaves (ab 15. Dezember 1865) |
| Justiz und Kirchenangelegenheiten    | Giuseppe Vacca (bis 9. August 1865) Paolo Cortese (ab 10. August 1865)                                                 |
| Krieg                                | Agostino Petitti Bagliani di Roreto                                                                                    |
| Marine                               | Alfonso La Marmora (bis 24. Dezember 1865) Diego Angioletti (ab 25. Dezember 1865)                                     |
| Finanzen                             | Quintino Sella |
| Öffentliche Arbeiten                 | Stefano Jacini |
| Bildung                              | Giuseppe Natoli |
| Landwirtschaft, Industrie und Handel | Luigi Torelli |